# Permiska språk
Permiska språk är en språkgrupp inom de finsk-ugriska språken, som i sin tur tillhör de uraliska språken. Permiska språk omfattar språken udmurtiska och komi (ibland uppdelat i komi-syrjänska och komi-permjakiska), vilka talas i den nordöstra delen av europeiska Ryssland, bland annat i de autonoma republikerna Udmurtien och Komi. Udmurtiska och komi är relativt närbesläktade språk, men inte till den grad att de är inbördes förståeliga.
Det uppskattas att de permiska språkens urspråk avskilde sig från övriga finsk-ugriska språk ungefär 2000 f.Kr. Detta språk, protopermiskan, genomgick stora förändringar som skilde det från det finskugriska urspråket. Den permiska enheten bröts i sin tur på 700- och 800-talen e.Kr., då förfäderna till våra dagars komer emigrerade norrut.
Liksom de flesta finsk-ugriska språk har de permiska språken agglutinerande språkstruktur. De saknar dock vokalharmoni, som i övrigt har stor utbredning bland finsk-ugriska språk.
Inom ljudsystemet har de permiska språken förändrats betydligt från det antagna rekonstruerade protofinskugriska språket. I konsonantsystemet är den stora förändringen att tonande klusiler, som saknades i den rekonstruerade protofinskugriskan, utvecklades i protopermiskan. De nuvarande permiska språken har i stort sett bevarat samma uppsättning konsonantfonem i initial position som antas ha funnits i protopermiskan.